# Tinea semifulvelloides
Tinea semifulvelloides is een vlinder uit de familie van de echte motten (Tineidae). De wetenschappelijke naam van de soort werd in 1973 gepubliceerd door Günther Petersen. Hij baseerde de soort op een verzameld vrouwtje. In 2006 vulde Reinhard Gaedike de kennis over de soort aan met de beschrijving van het mannetje.